# Büttenrede

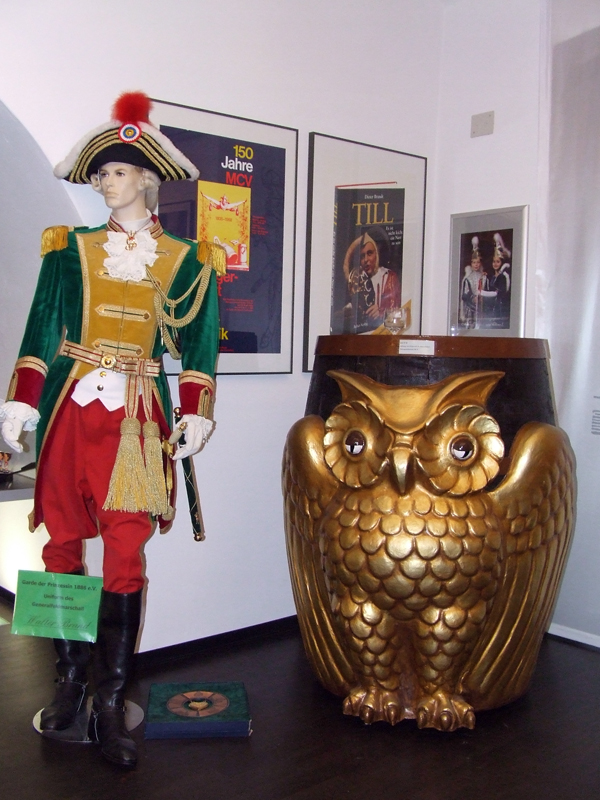
Typische Mainzer Fastnachtsbütt mit der Eule

Eine Büttenrede ist eine ursprünglich im westdeutschen Kulturraum zur Fastnachtszeit (Karneval, Fasching) meist auf Karnevalssitzungen vorgetragene Rede. Sie ist häufig gereimt und wird von einem speziellen Rednerpult („Bütt“, rheinfränkisch/moselfränkisch/kölsch/rheinisch für Bütte) im lokalen Dialekt vorgetragen. In den letzten Jahrzehnten findet sie auch im Osten Deutschlands immer mehr Freunde, insbesondere im Berliner Karneval.

## Formen
Insbesondere im Rheinischen Karneval unterliegt die klassische Büttenrede immer mehr Änderungen. Die Bandbreite der Formen einer Büttenrede umfasst heute Elemente der Stand-up-Comedy, Gesangseinlagen bis hin zu Zwiegesprächen im Duett oder als Bauchredner. Selbst die „Bütt“ ist nur noch selten zu sehen, wobei dies meist technische Gründe hat. Statt belehrenden oder aufdeckenden Reden als ironischem Spiegel der Gesellschaft werden vermehrt Aneinanderreihungen von Witzen vorgetragen. Auch die typischen Gestalten, z. B. „ne Schutzmann“ oder der „Redner von der Blauen Partei“ werden seltener.

### Litschrede

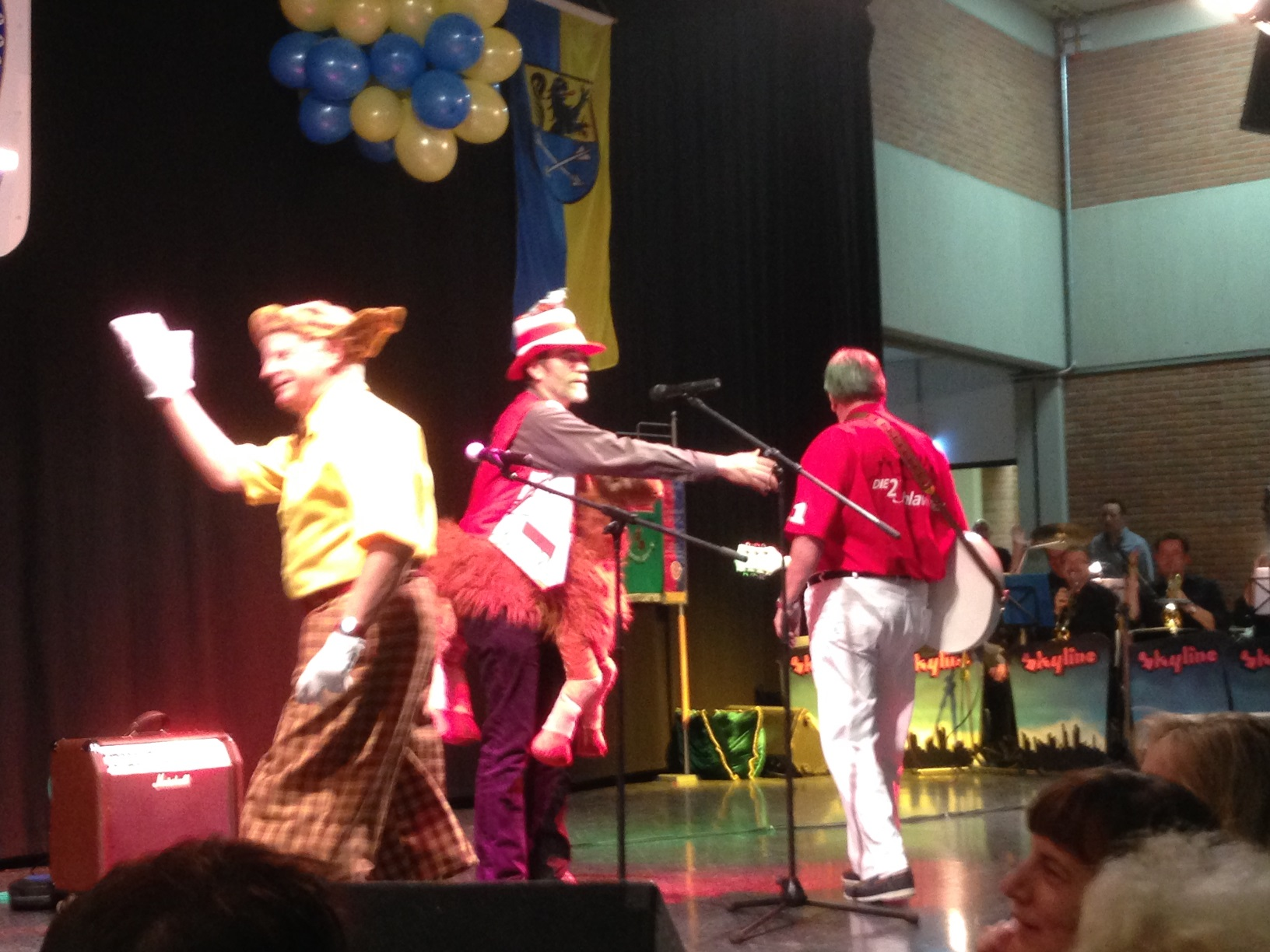
Die „Zwei Schlawiner“ holen den Litschredner Hans Burgwinkel von der Bühne bei der Prinzenproklamation 2013 in Baesweiler

Die Litschrede, kölsch „Letschred“, ist eine in Köln geborene Sonderform der Büttenrede im rheinischen Sitzungskarneval. Sprachlich leitet sie sich vom niederhochdeutschen „letsche“ = glitschen, gleiten, ausrutschen ab.
Fritz Hönig beschreibt es in seinem 1905 erschienenen „Wörterbuch der Kölner Mundart“ bereits als „mit einer Rede missfallen“. Wenn Redner mit seiner Darbietung Unmut erzeugte, wurde er „jeletscht“, indem die Musikkapelle misstönende Tuschs, Miau-Tusch oder Fisel-Tusch, spielte oder das Publikum deutlich seine Verärgerung zeigte.
Kurz vor dem Zweiten Weltkrieg persiflierte ein bekannter Kölner Büttenredner den Karneval, indem er mit einer speziellen Litschrede bewusst das Publikum reizte, bis dass es ihn aus dem Saal buhte. Kurze Halb-Sätze über Lebensstationen endeten stets mit der Phrase: „do wor et am räne un et wor naaß“ (da war es am regnen und es war nass). Als ich jebore wood, do wor et am räne un et wor naaß (Als ich geboren wurde…).
Aber es wurden auch bekannte Redner aufgrund eines wohlgemeinten Beitrages „jeletscht“, z. B. 1963 Jupp Schmitz mit seinem Lied „Der Hirtenknabe von St. Kathrein“ – Jahre später nahm er sich dann mit einem leicht veränderten Text ob seines Misserfolges selbst auf die Schippe und hatte großen Erfolg mit dieser Version.
In den sechziger und siebziger Jahren des vorigen Jahrhunderts lebte die Litschrede vereinzelt wieder auf, wobei auf dem Höhepunkt des Unmutes der Sitzungsleiter eingriff und die Sache aufklärte.
In den Jahren 2008 bis 2010 kam insbesondere bei Karnevalsjubiläen oder Nostalgiesitzungen eine neue Variante auf. Dabei wurde der Redner zuweilen mit Bierdeckeln beworfen und scherzhaft von der Bühne gerissen, wobei dann auch seine Kleidung zerriss. Am bekanntesten waren hier der Kölner Büttenredner Christian Wirtz und Heribert Malchers vom Hänneschen Theater Köln.
2013 trat der Kölner Hans Burgwinkel bei der Prinzenproklamation in Baesweiler mit einer Litschrede in ihrer Urform auf, bis er unter dem Beifall des Publikums von den bekannten Karnevalisten „Die Zwei Schlawiner“ von der Bühne gebuht wurde.

## Ursprung
Die Büttenrede geht auf die mittelalterliche Sitte des „Rügerechts“ zurück, in dessen Rahmen der einfache Mann zur Fastnachtszeit die Herrschenden ungestraft kritisieren durfte.

## Aufbau des Reimes
Formal zeichnet sich die klassische gereimte Büttenrede durch ein sehr regelmäßiges Versmaß (z. B. jambischer Fünfheber) aus. Sie ist häufig in mehrere Strophen eingeteilt, die – einem Kehrreim ähnlich – in derselben wiederkehrenden Pointe enden. Der bevorzugte Reim ist der Paarreim.

## Rednerpult
Für die Bezeichnung des häufig in Form eines Fasses gestalteten Rednerpults als „Bütt“ gibt es mehrere Erklärungsversuche: vom leeren Weinfass, welches Anlass zur Bitterkeit gibt, über den Vergleich mit dem Spötter Diogenes, der in seiner legendären Tonne hauste, bis hin zum Bottich, in dem schmutzige Wäsche gewaschen wird.
Wird die Bütt einerseits zu mehr oder weniger offener, aber immer lustig formulierter Kritik an den Herrschenden genutzt, so werden andererseits auch ganz normale Witze erzählt. Allerdings hat sich zumindest in Köln in den letzten Jahren mit der Stunksitzung eine Gegenbewegung zum etablierten Sitzungskarneval gebildet, welche sich durch eben die Bissigkeit auszeichnet, die in mancher vom Fernsehen übertragenen Sitzung weggeschliffen scheint.
Eine andere Bezeichnung für die Bütt ist die „närrische Rostra“.
Den Auf- und Abtritt des Büttenredners begleitet die Saalkapelle mit einem – früher eigens für jede Gesellschaft komponierten – Büttenmarsch, der bekannteste hiervon dürfte der Narrhallamarsch sein.

## Bekannte Büttenredner

### Aachener Karneval
- Jürgen B. Hausmann
- Josef Jupp und Jüppchen
- Labbes & Drickes
- Der Lange Alfred Wings
- Strunz un Büggel

### Fränkische Fastnacht
- Wolfgang Düringer
- Bernd Händel
- Peter Kuhn

### Kölner Karneval

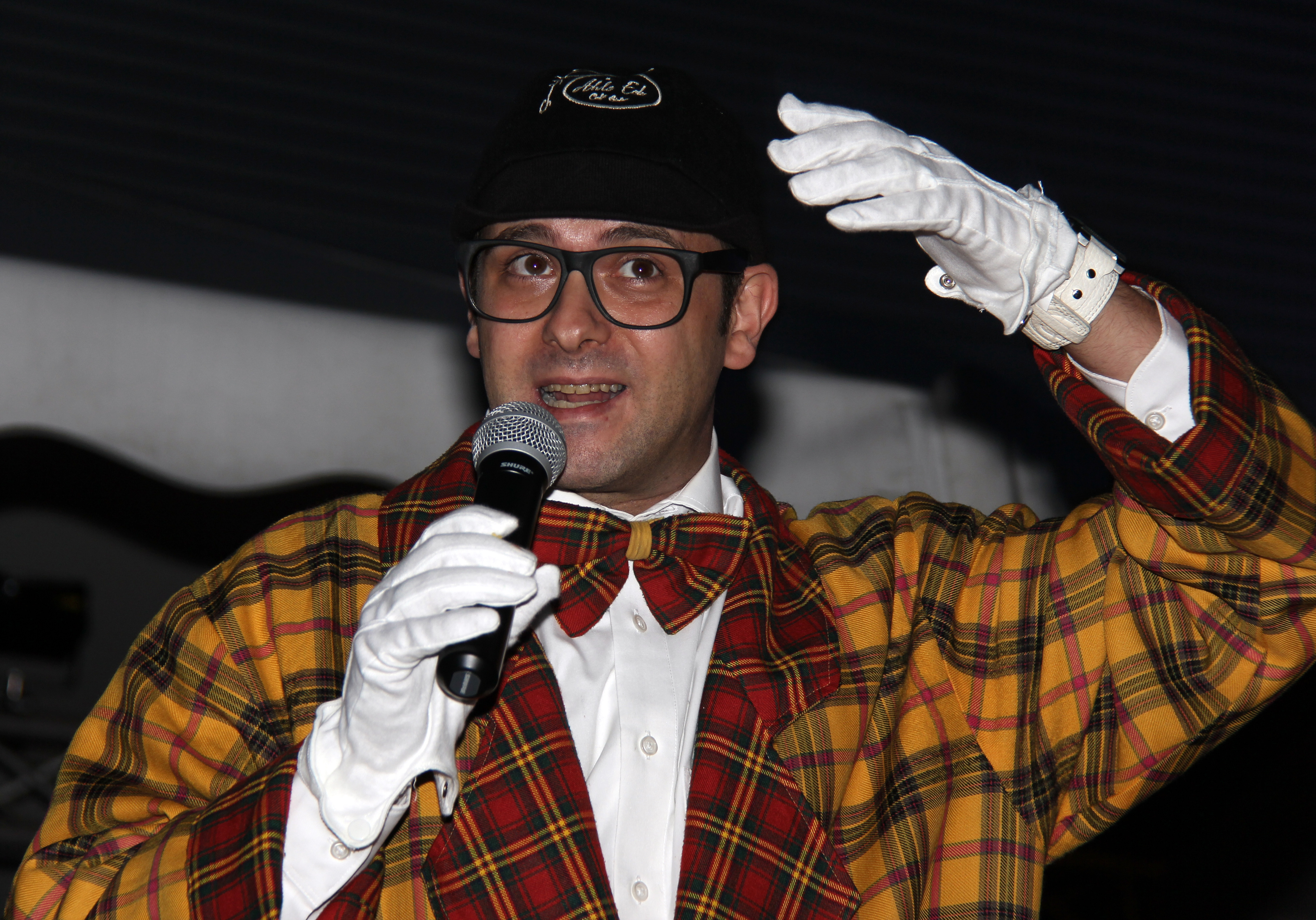
Marc Metzger bei einem Auftritt 2011

- Maria Heinrich Hoster † Dä Tillekatessenhändler Här Antun Meis
- Willibert Pauels  Ne bergische Jung
- Ferdi Huick † Dr bergische Landbote
- Karlheinz Jansen † D´r Tröötemann
- Marc Metzger Dä Blötschkopp
- Hans Bols † Et Botterblömche
- Hans Hachenberg † De Doof Noß
- Guido Cantz Dä Mann für alle Fälle
- Karl Küpper † Dr Verdötschte
- Gerd Rück Weltenbummler
- Toni Geller † Der Mann von der blauen Partei
- Fritz Schopps † Et Rumpelstielzje
- Jupp Menth Ne kölsche Schutzmann
- Bernd Stelter Ne Werbefachmann
- Volker Weininger Der Sitzungspräsident

### Mainzer Fastnacht
- Dieter Brandt (†) z. B. als Till
- Rolf Braun (†)
- Jürgen Dietz (†) Der Bote vom Bundestag
- Herbert Bonewitz (†)
- Willi Scheu (†) Bajazz mit der Laterne
- Rudi Zörns (†)

### Schwäbisch-alemannische Fastnacht
- Alfred Heizmann (†)